# Miguel Simão
Miguel Ângelo da Cruz Simão (* 26. Februar 1973 in Porto) ist ein ehemaliger portugiesischer Fußballspieler.

## Karriere

### Verein
In seiner Jugend spielte Simão für den FC Porto sowie Boavista Porto. 1991 begann seine Profikarriere beim heimischen Zweitligisten Nacional Funchal. 1992 wechselte er zu CD Feirense. Am Ende der Saison 1992/93 stieg der Verein in die dritte Liga ab. 1993 wechselte er zum Erstligisten SC Salgueiros. Von 1995 bis 1996 war er beim Zweitligisten Nacional Funchal und Académica de Coimbra unter Vertrag. 1996 kehrte er zu Salgueiros zurück. 1997 wechselte er zu Desportivo Aves. 1998 wechselte er zum schottischen Erstligisten FC St. Johnstone. 1998/99 wurde er mit dem Verein Tabellendritter der Scottish Premier League. 1999 erreichte er das Finale des Scottish League Cup. 2000 wechselte er zum japanischen Erstligisten Sanfrecce Hiroshima. Sommer 2000 kehrte er nach Portugal zurück und unterschrieb einen Vertrag bei Gil Vicente FC. 2001 wechselte er zum Zweitligisten Moreirense FC. 2002 feierte er mit dem Verein die Zweitligameisterschaft und den Aufstieg in die erste Liga. Danach spielte er bei AD Fafe, SV Lichtenberg 47, CS Grevenmacher sowie weiteren unterklassigen Vereinen in Luxemburg. Im Sommer 20213 beendete er dort auch seine aktive Karriere.

### Nationalmannschaft
Zwischen 1988 und 1994 absolvierte Simão 36 Länderspiele für diverse portugiesische Jugendnationalmannschaften und erzielte dabei sechs Treffer. Im Mai 1989 nahm er mit der U-16-Auswahl an der Europameisterschaft in Dänemark teil und gewann diese mit einem 4:1-Finalsieg über die DDR. Dabei schoss Simão das dritte Tor seiner Mannschaft. Einen Monat später nahm er mit der U-17 an der Weltmeisterschaft in Schottland teil und errichte dort am Ende den Dritten Platz.

## Erfolge
- U-16-Europameister: 1989